# Thomas Nelson Page
Thomas Nelson Page (Oakland, Virginia, 1853 - 1922) fue un conocido abogado y novelista estadounidense. Fue además embajador de los EE. UU. en Italia durante el mandato de Woodrow Wilson, incluyendo el trascendental período de la Primera Guerra Mundial.

## Vida y obra
Era descendiente de familias aristocráticas de Virginia. Tras finalizar sus estudios en el Washington College y en la Facultad de Derecho de la Universidad de Virginia, Page ejerció como abogado en Richmond (1876-1893). Se casó por primera vez en 1886, pero su esposa falleció dos años más tarde. En 1893, tras sus segundas nupcias, se trasladó con su esposa a Washington. 
Page fue confidente de destacadas personalidades, entre ellas el presidente Theodore Roosevelt. Sus narraciones expresan los conflictos raciales en el viejo Sur, y son de gran interés por el uso que hace el autor de las variantes dialectales típicas de la población negra. De su producción literaria, de interés histórico y documental, destacan el libro de relatos En la vieja Virginia (1877) y las novelas Red Rock (Roca roja), de 1898, y Gordon Keith (1903). 
También publicó un volumen de versos dialectales, Befo' de war (1888). Italy and the World War (Italia y la Guerra Mundial), de 1920, es un registro de los seis años en los que Page ocupó el cargo de embajador en Italia (1913-1919). Otras de sus obras son Two little confederates (Dos pequeños confederados), de 1888; On Newfound River (1891) y The burial of the guns (El entierro de las armas), de 1894. 
Murió en 1922, en el condado de Hanover, en Oakland (Virginia).

## Obra completa
- Marse Chan (1884)
- Meh Lady
- In Ole Virginia (1887)
- Two Little Confederates (1888)
- Befo' de War (1888)
- On Newfound River (1891)
- Elsket and Other Stories (1891)
- The Old South (1892)
- Pastime Stories (1894)
- The Burial of the Guns (1894)
- The Old Gentleman of the Black Stock (1897)
- Two Prisoners (1898)
- Red Rock (1898) Versión completa en inglés en Google Books
- Gordon Keith (1903)
- Bred in the Bone (1904)
- The Negro:The Southerner's Problem (1904)
- The Old Dominion: Her Making and her Manners (1908)
- Robert E. Lee, the Southerner (1908)
- John Marvel, Assistant (1909)
- Robert E. Lee, Man and Soldier (1911)
- The Land of the Spirit (1913)
- The Stranger's Pew (1914)